# Tuffi ai campionati europei di nuoto 2016 - Trampolino 3 metri sincro femminile
La competizione di tuffi dal trampolino 3 metri sincro femminile dei Campionati europei di nuoto 2016 si è svolta il 15 maggio 2016. Hanno disputato direttamente la finale 8 coppie di atlete.

## Medaglie
| Posizione | Atlete                           | Paese       |
| --------- | -------------------------------- | ----------- |
| Oro       | Tania Cagnotto Francesca Dallapé | Italia      |
| Argento   | Alicia Blagg Rebecca Gallantree  | Regno Unito |
| Bronzo    | Nadežda Bažina Kristina Ilinykh  | Russia      |

## Risultati
| Pos. | Atlete                              | Nazionalità   | Punti  |
| ---- | ----------------------------------- | ------------- | ------ |
|      | Tania Cagnotto Francesca Dallapé    | Italia        | 327.81 |
|      | Alicia Blagg Rebecca Gallantree     | Gran Bretagna | 319.32 |
|      | Nadežda Bažina Kristina Ilinykh     | Russia        | 304.20 |
| 4    | Inge Jansen Uschi Freitag           | Paesi Bassi   | 293.70 |
| 5    | Tina Punzel Nora Subschinski        | Germania      | 292.17 |
| 6    | Anastasiia Nedobiga Viktoriya Kesar | Ucraina       | 289.23 |
| 7    | Vivian Barth Madeline Coquoz        | Svizzera      | 257.58 |
| 8    | Iira Laatunen Taina Karvonen        | Finlandia     | 241.41 |